# Gabi Correa
Gabi Correa, vollständiger Name Carlos Gabriel Correa Viana (* 13. Januar 1968 in Montevideo) ist ein ehemaliger uruguayischer Fußballspieler und derzeitiger Trainer.

## Spielerkarriere

### Verein
Der 1,77 Meter große Mittelfeldspieler Correa gehörte von 1984 bis 1988 zum Kader von River Plate Montevideo. In den Jahren 1989 und 1990 stand er dann beim Ligakonkurrenten Peñarol unter Vertrag. 1989 kam er auch im Rahmen der Copa Libertadores für die Aurinegros zu drei Einsätzen. Anschließend wechselte er nach Europa, wo er beim spanischen Zweitligisten Real Murcia einen Vertrag unterzeichnete. Bis 1993 sind dort 84 Einsätze (ein Tor) in der spanischen Segunda División verzeichnet. In der Folgezeit war er noch in der Saison 1993/94 für den spanischen Verein Real Valladolid in der Primera División tätig und bestritt 20 Erstligapartien. Es folgten weitere Spielzeiten für CP Mérida, FC Sevilla und Hércules CF.

### Nationalmannschaft
Correa nahm mit der U-20-Auswahl Uruguays an der U-20-Südamerikameisterschaft 1987 teil. Im Verlaufe des Turniers wurde er von Trainer Óscar Tabárez siebenmal (zwei Tore) eingesetzt. Er war auch Mitglied der uruguayischen A-Nationalmannschaft. Correa debütierte in der Celeste am 1. November 1988. Sein 19. und letztes Länderspiel absolvierte er am 13. Juni 1990. Insgesamt erzielte er zwei Länderspieltore. In dieser Zeit nahm Correa an der Fußball-Weltmeisterschaft 1990 teil, bei der er im Gruppenspiel gegen Spanien zum Einsatz kam. Auch gehörte er dem uruguayischen Aufgebot bei der Copa América 1989 an, die Uruguay als Zweitplatzierter beendete.

### Erfolge
- Vize-Südamerikameister (Copa América) 1989

## Trainerlaufbahn
Nach der aktiven Karriere arbeitet Correa als Trainer. Er war sowohl als Jugendtrainer als auch für eine Partie der Ersten Mannschaft in dieser Funktion bei Real Murcia tätig. In der Saison 2006/07 wirkte er als Trainer bei AD Mar Menor-San Javier. Im Januar 2008 löste er Mariano Oyonarte bei Caravaca CF in der Trainerfunktion ab. Im selben Jahr war er ab Mitte des Jahres Trainer bei Lorca CF in der Gruppe II der Segunda División B, wurde dort allerdings im November 2008 aufgrund schlechter Resultate und bei lediglich einem Punkt Vorsprung seiner Mannschaft auf die Abstiegsränge entlassen. Weitere Trainerstation war die Jugendmannschaft von Costa Cálida CF. Im Juni 2011 vermeldete Real Murcia CF SAD die Verpflichtung Correas als Trainer der Jugendmannschaft A. Mit UCAM Murcia stieg er später in die Segunda B auf. Im Juli 2014 übernahm er das Traineramt bei der in der spanischen Tercera División antretenden Mannschaft von Mar Menor CF. Seit Juli 2015 ist er Trainer bei Orihuela CF.